# 小箐口水库
小箐口水库位于中国云南省安宁市县街街道下元良村委会小箐口村，是一座小型水库，控制径流面积29.8平方公里，1956年建库时设计坝高21.7米，后多次扩建，至1976年坝高为27米，坝顶宽4米。设计库容169万立方米，兴利库容141万立方米。
小菁口水库是安宁市重点水源地之一，也是一座集防洪、城乡供水、农业灌溉于一体的重点水利工程。为了缓解车木河水库供水压力，增强职教基地、县街片区供水保障能力，2010年安宁市启动了小菁口水库改扩建工程。水库扩容改造总投资2300万元，改造后总库容将达到368万立方米。
目前水库上游是昆明市近郊知名的露营地，附近可进行攀岩、岩降、穿越等户外活动。在水库上游右岸有一处“魔鬼水道”，是涉溪的好去处。